# Били Айдъл
Бѝли А̀йдъл (на английски: Billy Idol), сценичен псевдоним на Уѝлям Ма̀йкъл А̀лбърт Бро̀уд (на английски: William Michael Albert Broad), е английски рок музикант, певец, автор на песни и актьор с английско и американско гражданство.
За първи път постига известност през 70-те години на 20 век, излизайки от лондонската пънк рок сцена като вокалист на групата Generation X. Впоследствие започва солова кариера, която води до международно признание и го прави водещ изпълнител по време на ръководеното от Ем Ти Ви „Второ британско нашествие“ в САЩ.
Айдъл започва музикалната си кариера в края на 1976 г. като китарист в пънк рок групата Челси. Скоро обаче я напусна. С бившия си колега от групата Тони Джеймс той сформира Generation X. С Айдъл като вокалист групата постига успех в Обединеното кралство и издава три студийни албума, след което се разпада. През 1981 г. Айдъл се мести в Ню Йорк, за да продължи своята солова кариера в сътрудничество с китариста Стив Стивънс. Дебютният му студиен албум Billy Idol (1982) има комерсиален успех. С музикални видеоклипове за синглите "Dancing with Myself" и "White Wedding" той скоро се превръща в основна част от новосъздадената Ем Ти Ви.
Вторият му студиен албум Rebel Yell (1983) има голям комерсиален успех и включва хит синглите "Rebel Yell" и "Eyes Without a Face". Албумът е сертифициран двойно платинен от Асоциацията на звукозаписната индустрия на Америка (RIAA) за продаване на два милиона копия в САЩ. През 1986 г. той издава Whiplash Smile. След като натрупва три сингъла в Топ 10 на Обединеното кралство ("Rebel Yell", "White Wedding" и "Mony Mony"), певецът издава албум с най-големите си хитове от 1988 г., озаглавен Idol Songs: 11 of the Best, който става платинен в Обединеното кралство. След това издава албума Charmed Life (1990) и концептуалния албум Cyberpunk (1993).
Айдъл прекарва втората половина на 90-те години, фокусирайки се върху личния си живот извън очите на обществеността. Той прави музикално завръщане с албума Devil's Playground (2005) и отново с Kings & Queens of the Underground (2014).

## Биография

### Ранни години
Били Айдъл е роден като Уилям Майкъл Албърт Броуд на 30 ноември 1955 г. в Станмор, Мидълсекс, Англия. Родителите му са вярващи англиканци и ходят редовно на църква. Айдъл е наполовина ирландец; майка му е родена в град Корк и е О'Съливан. През 1958 г., когато е на две години, семейството се мести в село Патчог, Ню Йорк, САЩ. То живее и в село Роквил Сентър, Ню Йорк. По това време се ражда по-малката му сестра Джейн. Семейството се завръща в Англия четири години по-късно и се установява в град Доркинг, Съри.
През 1971 г. семейството се мести в град Бромли в Югоизточен Лондон, където Айдъл учи в мъжкото училище „Рейвънсбърн“. Семейството му по-късно се премества в предградието Гьоринг бай Сий на град Уърдинг, Западен Съсекс, където той учи в мъжката гимназия „Уортинг“.
През октомври 1975 г. Айдъл започва да следва в Съсекския университет, но напуска след първата година през 1976 г. След това се присъединява към Контингент Бромли – група фенове на Секс Пистълс от Бромли, която следва групата, там където свири. 

## Кариера

### Псевдоним
Псевдонимът му „Billy Idol“ е измислен поради описанието, което негов учител по химия му дава като „бездействащ“ (на англ. idle). Певецът заявява, че е мразел химията.  В интервю от 21 ноември 1983 г. той казва, че името „е малка глупост, но е част от старата английска рок школа. Това бе „двойно нещо“, а не просто сръчкване на звездоподобните хора... Беше забавно, знаеш ли?". В друго интервю за Би Би Си Брекфаст през октомври 2014 г. той казва, че е искал да използва името "Billy Idle", но е сметнал, че то няма да е налично поради приликата му с името на звездата от Монти Пайтън Ерик Айдъл и вместо това е избрал "Billy Idol".

### 1976 – 1981: Generation X
В края на 1976 г. Айдъл се присъединява като китарист към ретро-рок групата Челси, сформирана през 60-те години в Западен Лондон. Вокалистът на групата Джийн Октобър стилизира имиджа на Айдъл, като го съветва да смени очилата си за късогледство с контактни лещи и да боядиса косата си руса и да я подстриже късо за ретро рокерски вид от 50-те години. След няколко седмици концерти с Челси Айдъл и бас китаристът на групата Тони Джеймс напускат и съосновават група Generation X, като Айдъл от китарист става вокалист. Generation X е една от първите пънк групи, които се появяват в Top of the Pops – музикална програма на телевизия Би Би Си. Въпреки че са пънк рок група, те са вдъхновени от британския поп от средата на 60-те години в рязък контраст с техните по-войнствени колеги, като Айдъл заявява: „Ние казвахме обратното на Клаш и Секс Пистълс. Те пееха „Без Елвис, Бийтълс или Ролинг Стоунс“, но ние бяхме честни за това, което ни хареса. Истината беше, че всички градихме музиката си върху Бийтълс и Стоунс." През 1977 г. Айдъл пее "Your Generation" в телевизионния сериал Marc. Generation X подписват звузкозаписен договор с Кризалис Рекърдс, издават три студийни албума, участват във филма от 1980 г. DOA: A Rite of Passage и след това се разпадат.

### 1981 – 1985: Солова кариера и пробив
През 1981 г. Айдъл се мести в Ню Йорк и става солов изпълнител, работейки с бившия мениджър на Кис Бил Аукойн. Пънк имиджът на певеца работи добре с глем рок стила на новия му партньор – китаристът Стив Стивънс. Заедно те работят с басиста Фил Фейт и с барабаниста Грег Герсън. 
Соловата кариера на Айдъл започва с миниалбума Don't Stop („Не спирай“) през 1981 г. Той включва песента на Generation X "Dancing with Myself" („Танцувайки със себе си“), първоначално записана за последния им албум Kiss Me Deadly, и кавър версията на песента на Томи Джеймс и Шонделс "Mony Mony" („Пари, пари“). Дебютният солов албум на Айдъл Billy Idol е издаден през юли 1982 г. и се радва на търговски успех.
Част от ръководеното от Ем Ти Ви „Второ британско нашествие“ в САЩ през 1982 г., Айдъл става основна част от Ем Ти Ви с White Wedding („Бяла сватба“) и "Dancing with Myself". Музикалният видеоклип към "White Wedding" е заснет от британския режисьор Дейвид Малет и се върти често по Ем Ти Ви. Каскадата с мотоциклета, разбиващ прозореца на църквата, е дело на Джон Уилсън – лондонски куриер на мотоциклет. През 1983 г. лейбълът на Айдъл издава "Dancing with Myself" в САЩ във връзка с музикален видеоклип, режисиран от Тоуб Хупър, който се върти по Ем Ти Ви в продължение на шест месеца. 
През 1983 г. излиза Rebel Yell („Бунтовен вик“) – вторият дългосвирещ албум на певеца, който има голям успех. Той налага Айдъл в Съединените щати с хитове като „Rebel Yell“, „Eyes Without a Face“ („Очи без лице“) и „Flesh for Fantasy“ („Плът за фантазия“). „Eyes Without a Face“ достига номер четири в US Билборд Хот 100, а „Rebel Yell“ достига номер шест в класацията за сингли в Обединеното кралство.  Албумът е удостоен с двоен платинен диск от Асоциацията на звукозаписната индустрия в Америка (RIAA) за продадени два милиона копия в САЩ.

### 1986 – 1992: албумиWhiplash SmileиCharmed Life
Айдъл издава албума Whiplash Smile („Камшичена усмивка “) през 1986 г., който се продава добре. Той включва хитовете "To Be a Lover" („Да бъдеш любовник“), "Don't Need a Gun" („Не се нуждаеш от пистолет“) и "Sweet Sixteen" („Сладки 16“). Певецът заснема видеоклип към песента "Sweet Sixteen" в Кораловия замък – структура във Флорида от оолитов варовик, създадена от латвийско-американския ексцентрик Едуард Лийдскалнин (1887–1951).
През 1987 г. излиза албумът му с ремикси Vital Idol, включващ концертното изпълнение на "Mony Mony". През 1987 г. сингълът оглавява класацията на Съединените щати и достига номер 7 в Обединеното кралство.
С вече три топ 10 сингъла във Великобритания (Rebel Yell, White Wedding и Mony, Mony) Айдъл издава сборен албум с най-големите си хитове дотогава, озаглавен Idol Songs: 11 of the Best; албумът е удостоен с платинен диск във Великобритания.
През 1990 г. излиза албумът му Charmed Life („Омагьосан живот“) и е заснет видеоклип към сингъла "Cradle of Love" („Люлка на любовта“). Песента е включена във филма на Андрю Дайс Клей „Приключенията на Форд Феърлейн“ (The Adventures of Ford Fairlane). Тъй като Айдъл не може да ходи поради наранявания при при катастрофа с мотоциклет, той е заснет от кръста нагоре. Видеото включва видеозаписи на него как пее в големи рамки в апартамент, докато Бетси Лин Джордж се опитва да съблазни бизнесмен. Видеото се върти по Ем Ти Ви. „Cradle of Love“ носи на изпълнителя трета номинация за Грами за най-добро мъжко рок вокално изпълнение.

### 1993 – 2004: АлбумCyberpunk, пауза и възраждане
През 1993 г. Айдъл издава албума Cyberpunk. Смятан за експериментален, той е записан в домашното му студио с помощта на компютър Macintosh. Певецът използва Studiovision и Pro Tools за записа. Създаването му му отнема десет месеца. Албумът не се представя добре в Съединените щати и водещият сингъл "Shock to the System" („Шок за системата“) не влиза в класацията Билборд Хот 100. В Европа албумът се представи малко по-добре, като постига умерен успех в класациите и достига връх в Топ 20 на Великобритания. Айдъл прави турне в Европа и свири на шоу за събиране на Generation X през 1993 г.
Той записва и издава сингъла "Speed" („Скорост“) през 1994 г. – песента е включена като първа песен в саундтрака на филма „Скорост“. Айдъл се появява във версия на живо от 1996 г. на Quadrophenia на Ху. Също така се появява епизодично като себе си във филма от 1998 г. „Сватбеният певец“ (Wedding Singer) с Адам Сандлър, в който певецът играе централна роля в сюжета. Филмът включва "White Wedding" в саундтрака си.
През 2000 г. Айдъл е поканен да бъде гост вокалист в дебютния солов албум на Тони Айоми. Неговият принос е в песента "Into the Night", на която е съавтор. През същата година той озвучава ролята на Один – мистериозен извънземен герой в анимационния научнофантастичен филм за възрастни Heavy Metal 2000, като също така осигурява песен за саундтрака. 
На 16 април 2001 г. Ви Ейч Уан излъчва документалния филм Billy Idol – Behind the Music. Три дена по-късно Айдъл и Стив Стивънс участват в шоуто на Ви Ейч Уан Storytellers. Събраното отново дуо изпълнява поредица от акустични/разказвачи на истории парчета, преди да запише специалния филм за канала.
През 2001 г. излиза сборният му албум Greatest Hits, като в него се появява "Don't You (Forget About Me)" на Кийт Форси и Симпъл Майндс. LP-то включва акустична версия на живо на "Rebel Yell", взета от изпълнение на акустичния коледен концерт на KROQ в Лос Анджелис през 1993 г. Албумът му The Greatest Hits е продаден в 1 милион копия само в САЩ.
Айдъл прекарва втората половина на 90-те години далеч от общественото внимание и обръща повече внимание на личния си живот.

### 2005 – 2009: АлбумDevil's Playground
Албумът Devil's Playground („Дяволска площадка за игри“), който излиза през март 2005 г., е първият нов студиен албум на певеца от почти 12 години. Той достига номер 46 в Билборд 200. Албумът включва кавър на "Plastic Jesus". Айдъл изпълнява на няколко дати на турнето Ванс Уорпд Тур през 2005 г. и се появява на Даунлоуд фестивал в Донингтън парк, Вуду Мюзик Експириънс в Ню Орлиънс и Рок ам Ринг на Нюрбургринг.
През 2008 г. "Rebel Yell" се появява като песен за възпроизвеждане във видеоиграта Guitar Hero:World Tour, а  "White Wedding" в музикалната видеоигра Rock Band 2. Платформата Rock Band 2 по-късно получава "Mony Mony" и "Rebel Yell" като песни за изтегляне. 
На 24 юни 2008 г. изпълнителят издава албума с най-големите си хитове The Very Best of Billy Idol: Idolize Yourself. Той прави световно турне като съзвезда с Деф Лепард.
През юни 2006 г. изпълнява в Конгресния театър в Чикаго за американския телевизионен сериал Soundstage. Изпълнението е записано и след това издадено на DVD/Blu-ray като In Super Overdrive Live на 17 ноември 2009 г. 

### 2010 – 2023: АлбумKings & Queens of the Underground
На 16 февруари 2010 г. Айдъл е обявен за един от изпълнителите на Даунлоуд фестивал в Донингтън парк, Англия. През март 2010 г. той добавя китариста на американската хардрок супергрупа Кемп Фреди Били Морисън и барабаниста Джереми Колсън към състава си на турне.
През 2013 г. певецът се появява в третия епизод на сериала на Би Би Си Фор How the Brits Rocked America. Той също дава гласа си като Спайки Хеър Бот в анимационния сериал „Ранди Кънингам“ (епизод "McSatchle") по Disney XD. 
През октомври 2014 г. певецът издава своя осми студиен албум Kings & Queens of the Underground („Крале и кралици на ъндърграунда“). Докато записва албума между 2010 и 2014 г., той работи с продуцента Тревър Хорн, и с бившите колеги на Хорн от The Buggles и Йес Джеф Даунс и Грег Кърстин. 
На 7 октомври 2014 г. излиза автобиографията му Dancing with Myself, която става бестселър на в. „Ню Йорк Таймс“.
На 30 октомври 2018 г. бившите членове на Generation X Били Айдъл и Тони Джеймс се присъединяват към Стив Джоунс и Пол Кук – бивши членове на Секс Пистълс, за да изнесат безплатен концерт в Рокси в Холивуд, Лос Анджелис, под името Generation Sex, свирейки комбиниран сет от материал на двете бивши групи.
В края на февруари 2020 г. Айдъл участва в обществена кампания с Департамента за опазване на околната среда в Ню Йорк, озаглавена „Billy Never Idles“ за борба с работата на празен ход на автомобилните двигатели в Ню Йорк, за да се намали замърсяването на въздуха. Айдъл се обединява с кмета на Ню Йорк Бил Де Блазио, за да открие кампанията, в която певецът казва: „Ако не шофираш, изгаси проклетия си двигател!“ и други силни съвети. Той е гост вокалист на песента „Night Crawling“ от албума на Майли Сайръс Plastic Hearts, издаден през ноември 2020 г. През 2016 г. двамата изпълняват "Rebel Yell" на фестивала iHeartRadio в Лас Вегас.
На 12 август 2021 г. музикалният видеоклип към песента му „Bitter Taste“ („Горчив вкус“), режисиран от Стивън Себринг, е качен в Ютюб. Песента е посветена на катастрофатас мотор на Били Айдъл. Певецът обявява новия си миниалбум The Roadside („Място край пътя“), който излиза на 17 септември. Друг миниалбум – The Cage („Клетката“), излиза на 23 септември 2022 г. Видеоклипът към заглавната песен, също режисиран от Себринг, прави премиера в Ютюб на 17 август.
През март 2022 г. изпълнителят е диагностициран с MPC, което го принуждава да отмени турнето с Джърни.
През септември 2022 г. той започва отложеното турне Roadside Tour с Килинг Джоук и Тоя Уилкокс като негови подгряващи изпълнители в Обединеното кралство през октомври. 
На 6 януари 2023 г. е удостоен със звезда на Холивудската алея на славата.
На 24 януари 2023 г. той обявява турне в Северна Америка от края на март до средата на май: то стартира в Скотсдейл на 30 март и завършва с концерт на фестивала „Круъл Уърлд“ на 20 май в Пасадена.
През април 2023 г. певецът изнася първия концерт в историята на язовира Хувър.
В момента Били Айдъл е член на Generation Sex, които в момента са на турне и изнасят концерт в Гластънбъри през 2023 г.

## Личен живот
Певецът никога не се е женил. През 1980 г.  започва дългогодишна връзка с английската певица, танцьорка и бивша членка на Хот Госип Пери Листър, от която има син Уилям Улф Броуд, роден в Лос Анджелис на 15 юни 1988 г. Уилям е бил член на рок групата FIM. Листър и Айдъл се разделят през 1989 г. Айдъл също има дъщеря Бони Блу от връзката си с Линда Матис, родена през 1989 г. Той има две внучки от Бони – Попи Ребел, родена през 2020 г, и Мери Джейн, родена през 2022 г. 
От 2008 до 2015 г. Били Айдъл има връзка със стилистката Линзи Крос, а от 2018 г. – с Чайна Кроу, бивш модел на Томи Хилфигер и Келвин Клайн, чийто баща притежава успешната верига от ресторанти Mr. Chow.
На 6 февруари 1990 г. в 8.30 сутринта в Холивуд Айдъл претърпява сериозна катастрофа с мотоциклета си Харли Дейвидсън, която едва не му коства крака. На връщане от студиото той е блъснат от кола, когато не спира на знака „Стоп“. Певецът е без каска. Той току-що е приключил със записа на албума си Charmed Life. Прекарва в болница един месец и е подложен на седем операции, първата от които е 7-часова. В крака му е поставена стоманен прът. Малко преди това филмовият режисьор Оливър Стоун е избрал Айдъл за ролята на Кат – приятел по пиене на Джим Морисън във филма „Доорс“ (1991), но инцидентът му попречва да участва по-сериозно и ролята му е сведена до малка част. Той е и първият избор на Джеймс Камерън за ролята на злодея T-1000 в „Терминатор 2: Денят на страшния съд“ (1991), но ролята е преработена в резултат на инцидента. Изпълнителят продължава да кара мотор. През 2010 г. уцелва изхвърлена гума с мотоциклета си и получава фрактура на стъпалото, като през 2011 г. е опериран заради това.
През 1990 г. изпълнителят губи тотално контрол в Тайланд, където окупира хотелски мезонет за 3 седмици, наслаждавайки се на жени, наркотици и алкохол и причинявайки щети за близо 250 000 долара. Мениджмънтът на хотела осъзнава, че не може да се справи с проблема и директно вика на помощ военните. Местната армия изкарва насилствено музиканта от сградата, като първо се налага да го простреля с упойващ куршум, а после да го върже и изнесе на носилка.
Айдъл се бори с алкохолизъм и наркомания. Историята му с наркотици включва хероин и кокаин. В мемоарите си от 2014 г. той заявява, че е имал много припадания в нощни клубове и събуждане в болници. През 1994 г. той припада пред нощен клуб в Лос Анджелис поради предозиране с лекарството GHB. След инцидента Айдъл решава, че децата му никога няма да му простят смъртта от свръхдоза и прекратява употребата на наркотици. През 2014 г. той заявява, че не е приемал твърди наркотици от 2003 г. насам, но редовно пуши марихуана и от време на време пие.
През 2018 г. Айдъл става американски гражданин по време на церемония в Лос Анджелис, като същевременно запазва британското си гражданство.

## Дискография

### Солова

#### Студийни албуми
- 1982 – Billy Idol
- 1983 – Rebel Yell
- 1986 – Whiplash Smile
- 1990 – Chamed Life
- 1993 – Cyberpunk
- 2005 – Devil's Playground
- 2006 – Happy Holidays (коледен албум)
- 2014 – Kings & Queens of the Underground

#### Сборни албуми
- 1985 – Vital Idol; 1987 ново американско изд.
- 1988 – Idol Songs: 11 of the Best
- 2001 – Greatest Hits
- 2008 – The Very Best of Billy Idol: Idolize Yourself
- 2013 – Icon
- 2018 – Vital Idol: Revitalized

#### Концертни албуми
- 2002 – VH1 Storytellers
- 2016 – BFI Live!

#### Миниалбуми
- 1982 – Don't Stop
- 2020 – The Roadside
- 2022 – The Cage

### С Generation X

#### Студийни албуми
- 1978 - Generation X
- 1979 - Valley of the Dolls
- 1981 - Kiss Me Deadly (като Gen X)
- 1998 - K.M.D. – Sweet Revenge

#### Сборни албуми
- 1985 - The Best of Generation X
- 1987 – The Original Generation X
- 1990 – The Idol Generation
- 1991 – Perfect Hits 1975–81
- 2002 - Radio 1 Sessions
- 2003 - Anthology

#### Концертни албуми
- 1999 – Live at the Paris Theatre '78 & '81
- 2003 - BBC Live: One Hundred Punks
- 2005 - Live

#### Миниалбуми
- 1977 – Perfect Hits
- 1977 – Perfect Hits Vol 2
- 1981 – Gen X

## Видеография

### Видеоалбуми
- 1987 – Vital Idol
- 1991 – The Charmed Life and Other Vital Videos
- 1993 – Cyberpunk: Shock to the System
- 2002 – VH1 Storytellers
- 2008 – The Very Best of Billy Idol: Idolize Yourself (DVD част)
- 2009 – In Super Overdrive Live
- 2011 – No Religion Live

### Музикални видеоклипове
- 1982 – Hot in rhe City
- 1982 – White Wedding
- 1983 – Dancing with Myself
- 1983 – Rebel Yell
- 1984 – Eyes Without a Face
- 1984 – Flesh for Fantasy
- 1985 – Catch My Fall
- 1986 – To Be a Lover
- 1986 – Don't Need a Gun
- 1987 – Sweet Sixteenà
- 1987 – Mony Mony (live)
- 1990 – Cradle of Love
- 1990 – L.A. Woman
- 1990 – Prodigal Blues
- 1993 – Heroin
- 1993 – Shock to the System
- 1993 – Adam in Chains
- 1994 – Speed
- 2005 – Scream
- 2005 – Plastic Jessus
- 2005 – Yellin' at the Xmas Tree
- 2006 – In the Summertime (с Дерек Шериниaн и Слаш)
- 2006 – Jingle Bell Rock
- 2006 – Happy Holiday
- 2006 – White Christmas
- 2006 – Winter Wonderland
- 2014 – Can't Break Me Down
- 2015 – Save Me Now
- 2021 – Bitter Taste
- 2021 – Cage
- 2022 – Running From The Ghost

## Филмография

### Актьор
- Доорс, реж. Оливър Стоун (1991)
- Mad Dog Time, реж. Лари Бишъп (1996)
- The Wedding Singer, реж. Франк Корачи (1998)

### Дублаж
- Heavy Metal 2000, реж. Майкъл Колдюи и Мишел Лемир (2000), анимационен филм
- Randy Cunningham, еп. 9th Grade Ninja (2013), анимационен сериал